# Conjunto Habitacional Villas del Pedregal
Conjunto Habitacional Villas del Pedregal är en ort i Mexiko.   Den ligger i kommunen Morelia och delstaten Michoacán de Ocampo, i den södra delen av landet, 230 km väster om huvudstaden Mexico City. Conjunto Habitacional Villas del Pedregal ligger 1 949 meter över havet och antalet invånare är 10 934.
Terrängen runt Conjunto Habitacional Villas del Pedregal är varierad. Runt Conjunto Habitacional Villas del Pedregal är det tätbefolkat, med 493 invånare per kvadratkilometer. Närmaste större samhälle är Morelia, 12,6 km öster om Conjunto Habitacional Villas del Pedregal. I omgivningarna runt Conjunto Habitacional Villas del Pedregal växer huvudsakligen savannskog.